# Charles Ferry
Pour les articles homonymes, voir Ferry.
Charles Ferry, né le 23 mai 1834 à Saint-Dié et mort le 21 juillet 1909 à Paris, est un banquier, préfet et homme politique français, frère cadet du président du Conseil Jules Ferry et père du député Abel Ferry.

## Biographie
Frère ainé de Jules Ferry, ils perdent leur mère en 1836 et leur père Charles-Édouard Ferry conseiller général des Vosges s'installa à Strasbourg en 1846 puisque ses deux fils faisaient des études dans la ville. Charles finit ses études au lycée Henry IV de Paris en 1850. En 1856, il entre dans la banque Duron-Aubry-Gauthier par l'intermédiaire du représentant Maurice Aubry. Il vit alors avec son frère et son sens des affaires permet de les mettre hors des problèmes financiers.
Après l'élection à la Chambre en 1869 de Jules, il doit quitter la banque et ne fait pas de politique jusqu'au 4 septembre. Il devient alors chef de cabinet de Jules Favre durant le siège de Paris de 1870 et inscrit son frère sur la liste républicaine des Vosges. Il fut nommé préfet de Saône-et-Loire, le 20 mars 1871, puis commissaire extraordinaire du gouvernement en Corse en octobre 1871 après l'élection au conseil général de Napoléon-Jérôme Bonaparte. Il obtient alors une escadre de navires et 800 hommes pour maintenir l'ordre public. La contestation est immédiate et dès novembre, une violente rixe éclate menant à la démission du conseil municipal d'Ajaccio. Charles Ferry est contraint de quitter ses fonctions et devint préfet de la Haute-Garonne le 11 novembre 1871. Il occupa ces fonctions jusqu'au 24 mai 1873 où il démissionna avec le chute d'Adolphe Thiers. Il reprit ensuite ses occupations bancaires et commerciales dans la Banque franco-égyptienne. En 1884, il s'installe à Paris avec son frère et sa belle-sœur et fait construire à Foucharupt, près de Saint-Dié, une maison près du chalet de son frère.
Il joua un rôle déterminant dans la répression de l'agitation communarde, comme préfet de Saône-et-Loire, en 1871 ainsi que dans la répression de l'agitation bonapartiste en Corse. Il se chargea de la consolidation du pouvoir central républicain, comme préfet de la Haute-Garonne. En 1879, Charles Ferry est élu conseiller général dans le canton de Brouvelieures et devient assez populaire. En 1881, il est élu dans l'Union républicaine dans la circonscription d'Épinal II. Il est assez discret à la Chambre sauf en 1885 où il prend sa défense lors de la Crise du Tonkin. Il ne se présente pas en 1885 dans le scrutin de liste mais remplaça Nicolas Claude au Sénat en 1888, en 1891, il s'effaça pour laisser son frère prendre sa place.
Il échoue ensuite à l'élection partielle du 17 mars 1893 causée par la mort de son frère face à Albert Ferry qui décède quelques mois plus tard. Charles décide plutôt de se présenter à Saint-Dié comme député et gagne au premier tour. Il apporte son soutien à Jules Méline durant l'affaire Dreyfus et vote pour l'affichage de son discours le 24 février 1898. Il est réélu face à un républicain antisémite, Félix Bouvier, en 1898 dès le premier tour et intervient ensuite dans de nombreux discours. Il est élu en 1900, membre du conseil supérieur du travail. Il est cependant très largement battu par Edmond Gérard, un nationaliste et se retire alors de la vie politique à Paris.
Il fut aussi administrateur de la Banque de l'Indochine.
Il a épousé en 1878 Geneviève Allain-Targé, fille de François Allain-Targé qui mourut dix-huit mois après la naissance de leur unique fils, Abel Ferry.